# Megaselia chicheckliensis
Megaselia chicheckliensis (лат.) — вид мелких мух-горбаток рода Megaselia из подсемейства Metopininae (двукрылые горбатки). Эндемик Ирана.

## Распространение
Центральная Азия, Иран (провинция Восточный Азербайджан, Chichekli, 38°39.899’ N, 46°31.248’ E, высота 2140 м).

## Описание
Мелкие мухи длиной около 1 мм. Лоб с супра-антеннельными (suopra-antennal) щетинками и с обильными и тонкими микротрихиями. Щека с 4 щетинками. Ноги желтовато-коричневые. Грудь коричневого цвета, с 3 нотоплевральными щетинками, без расщелины перед ними; мезоплевра с волосками. Вид был впервые описан в 2019 году иранскими энтомологами Р. Н. Хамени с коллегами (Khameneh R. N., S. Khaghaninia, N. Maleki-Ravasan; University of Tabriz, Тебриз, Иран) и британским диптерологом Генри Диснеем (R. Henry L. Disney; Department of Zoology, Кембриджский университет, Кембридж, Великобритания). Видовое название дано по имени места обнаружения (Chicheckli).